# USCGC Polar Sea (WAGB-11)
USCGC Polar Sea (WAGB-11) – lodołamacz typu Polar, zbudowany w latach 70. XX wieku dla amerykańskiej straży wybrzeża w stoczni Lockheed Shipbuilding and Construction Company. Druga i ostatnia jednostka serii. Lodołamacz stacjonował na co dzień stacjonowały w Seattle, w stanie Waszyngton. Z powodu poważnej awarii układu napędowego został wycofany z eksploatacji w 2010 roku.

## Projekt i budowa
Projekt lodołamaczy typu Polar narodził się na przełomie lat 60. i 70 XX. W sierpniu 1971 roku oficjalnie przyznano kontrakt stoczni Lockheed Shipbuilding and Construction Company z Seattle w stanie Waszyngton na opracowanie i wybudowanie ciężkich lodołamaczy zdolnych do operowania po wodach Arktyki i Antarktydy. W służbie amerykańskiej straży wybrzeża miały zastąpić wysłużone jednostki z lat 40. i 50. XX wieku, jak na przykład lodołamacze typu Wind i lodołamacz USCGC „Glacier” (WAGB-4). Budowa pierwszego lodołamacza rozpoczęła się w 1972 roku.
Ograniczenia budżetowe sprawiły, że w latach 1972–1978 zbudowano jedynie dwie jednostki – USCGC „Polar Star” (WAGB-10) oraz USCGC „Polar Sea” (WAGB-11). Ich portem macierzystym było Seattle w stanie Waszyngton. Kadłub „Polar Sea” zwodowano 24 czerwca 1975 roku.

## Służba

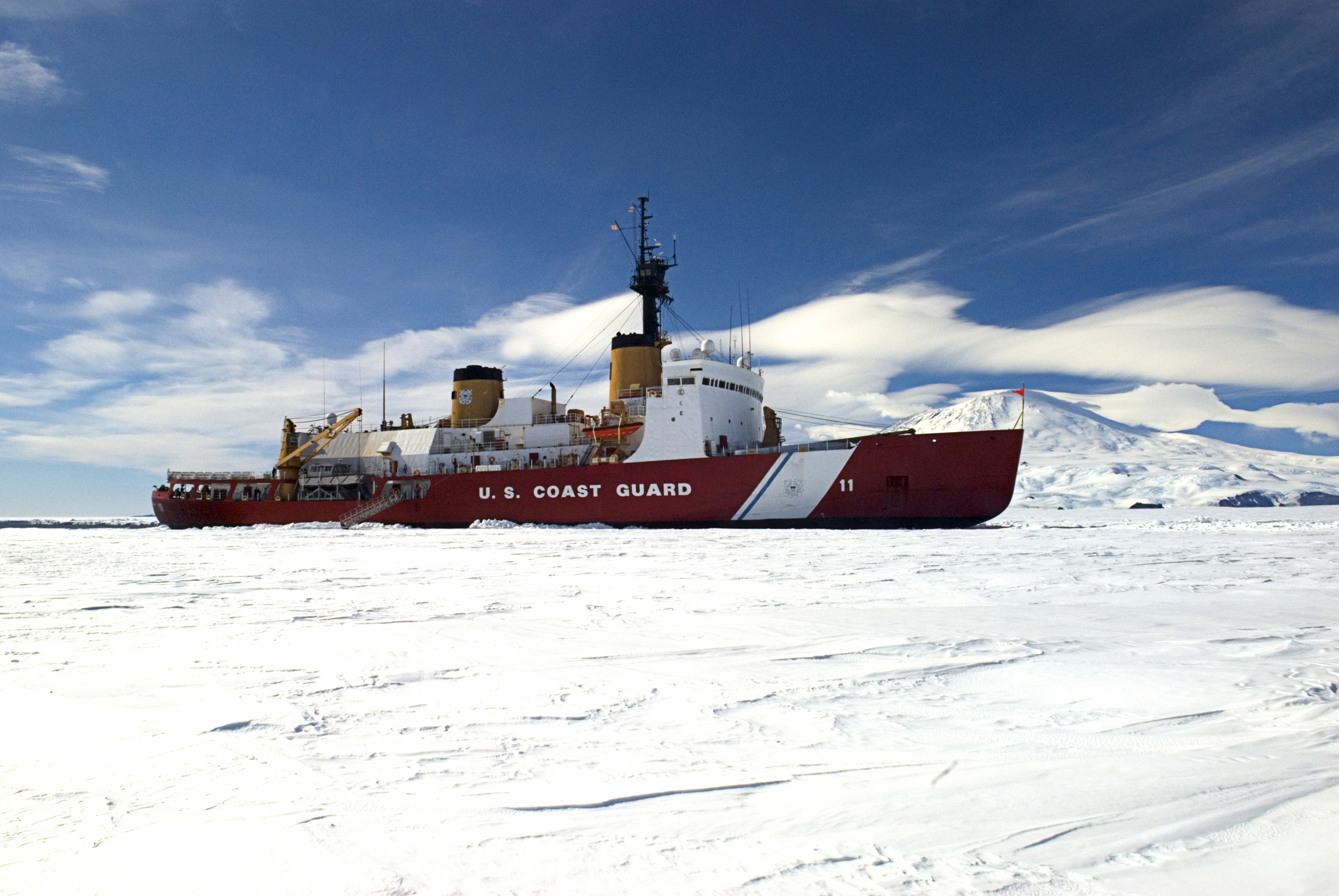
USCGC „Polar Sea” (WAGB-11)

Lodołamacz rozpoczął służbę 23 lutego 1978 roku. Wraz z bliźniaczym „Polar Star” wielokrotnie uczestniczył w wielu wyprawach, między innymi w misji „Deep Freeze”, która dostarcza niezbędne zasoby – żywność, paliwo oraz materiały eksploatacyjne – do antarktycznych placówek. Lodołamacz odpowiadał też za ochronę obszarów morskich Stanów Zjednoczonych w Arktyce.
W 2010 roku lodołamacz „Polar Sea” został wyłączony z czynnej służby. Powodem była rozległa awaria maszynowni. Stwierdzono poważne uszkodzenia w pięciu z sześciu silników dieslowskich, zaś sam remont uznano za nieopłacalny. W 2011 roku podjęto decyzję o złomowaniu lodołamacza, jednak kilkukrotnie odraczano przeholowanie „Polar Sea” do stoczni złomowej. Pojawiły się w międzyczasie plany przywrócenia jednostki do służby, jednak ostatecznie z nich zrezygnowano z uwagi na wysokie koszty. 
Od 2017 roku „Polar Sea” pełni funkcję dawcy części dla bliźniaczego „Polar Star”. W 2024 roku „Polar Sea” został przeholowany do bazy United States Navy w zatoce Suisun w Kalifornii. Składowane są w niej okręty i inne jednostki skierowane do rezerwy. Bezpośrednim następcą jednostki będą budowane duże lodołamacze w ramach programu Polar Security Cutter.